# Terrell Harris
Terrell Dexter Deshawn Harris (Indiantown (Florida), 25 de agosto de 1993) es un baloncestista estadounidense que actualmente se encuentra sin equipo. Con 1,91 metros de estatura, juega en la posición de escolta.

## Trayectoria deportiva
Es un escolta formado en William T. Dwyer High School de Palm Beach Gardens (Florida), antes de ingresar en 2011 en la Universidad de  Mars Hill, en Madison (Carolina del Norte), donde jugó durante la temporada 2011-12 con los Mars Hill Mountain Lions.
Tras una temporada en blanco, en 2013 ingresa en la Universidad de Georgia & State situada en Milledgeville (Georgia), donde disputó durante tres temporadas la NCAA División II con los Georgia College & State Bobcats, desde 2013 a 2016.
Tras no ser elegido en el Draft de la NBA de 2016, en la temporada 2016-17 firma por el Iserlohn Kangaroos de la ProB, la tercera división alemana.
En la temporada 2017-18, se compromete con los Svendborg Rabbits de la Basket Ligaen de Dinamarca.
En la temporada 2019-20, firma por el BV Chemnitz 99 de la ProA, la segunda división alemana.
En la temporada 2021-22, firma por el Crailsheim Merlins de la Basketball Bundesliga.
El 1 de agosto de 2022, firma por el Büyükçekmece Basketbol de la Türkiye Basketbol 1. Ligi.